# Sidi Boulenouar
Sidi Boulenouar (franska: Sidi Boulenouar (CR), Sidi Boulenouar (Commune Rurale), arabiska: سيدي حجاج واد حصار) är en kommun i Marocko.   Den ligger i prefekturen Oujda-Angad och regionen Oriental, i den nordöstra delen av landet, 400 km öster om huvudstaden Rabat. Antalet invånare är 3 526.